# Twin Galaxies
Twin Galaxies é uma entidade estadunidense que registra e homologa recordes dos jogos eletrônicos em todo o mundo.
Criado em 1981 por Walter Day, a entidade é a autoridade máxima em registro de recordes de jogos de video game pelo mundo. A organização coleta dados de recordes de jogadores desde os anos 70, até os dias de hoje, em todas as plataformas.

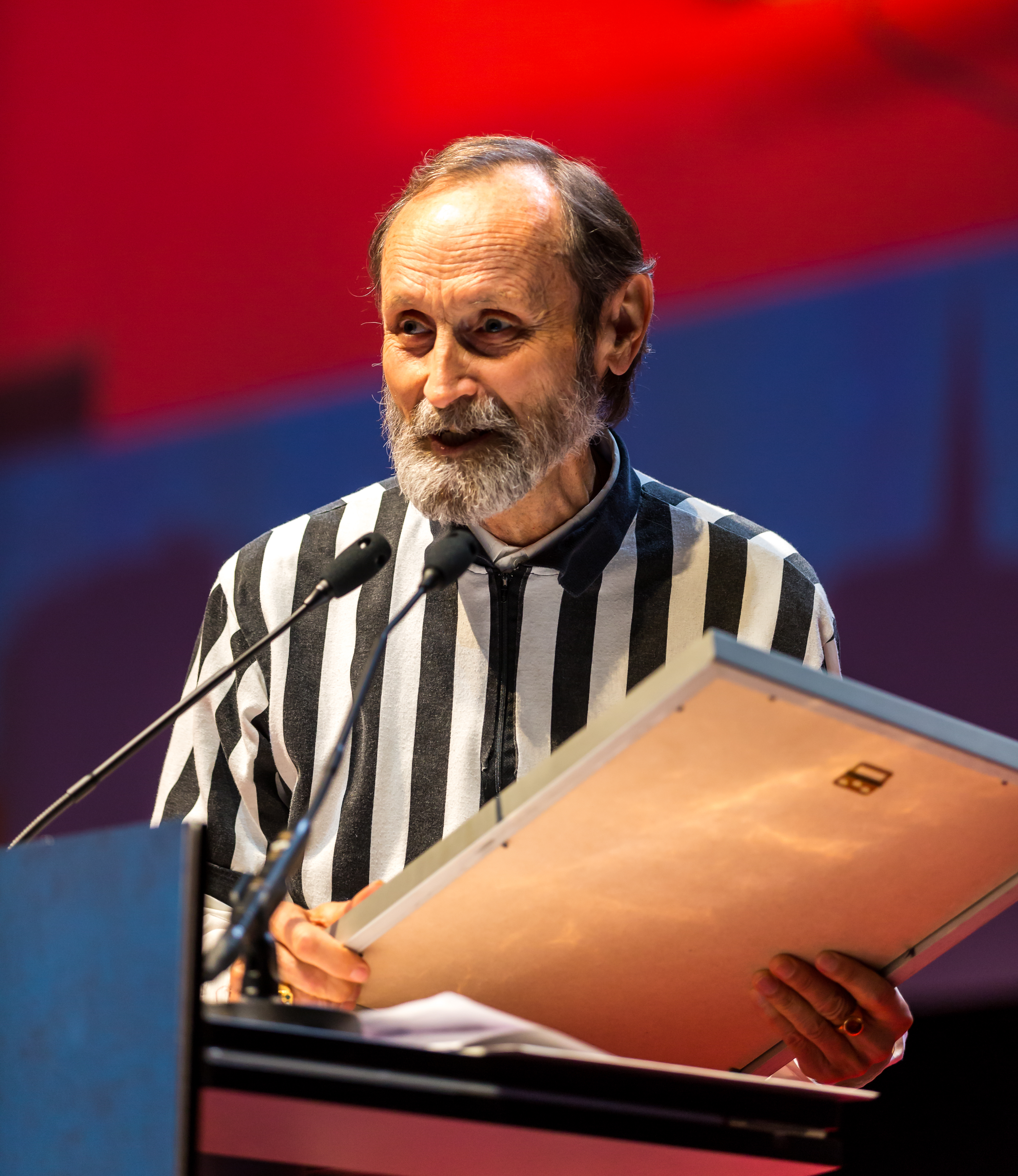
Walter Day, criador da entidade.

Em 2007, eles publicaram o Twin Galaxies' Official Video Game & Pinball Book of World Records, que foi usado como base pelo Guinness World Records - Gamers Edition 2008, publicado em Março de 2008, para oficializar os recordes dos games.